# Xysticus desidiosus
Xysticus desidiosus är en spindelart som beskrevs av Simon 1875. Xysticus desidiosus ingår i släktet Xysticus och familjen krabbspindlar. Inga underarter finns listade i Catalogue of Life.